# Средиземноморский тонкопалый геккон
Средиземноморский тонкопалый геккон, или средиземноморский голопалый геккон (лат. Mediodactylus kotschyi) — небольшая ящерица из семейства гекконов.
Длина тела (без длины хвоста) — до 50 мм. Хвост обычно несколько длиннее тела. Вес до 3 граммов. Самки несколько крупнее самцов (средняя длина самок 43 мм, самцов — 40 мм). Тело сверху покрыто мелкой чешуёй, среди которой расположены ряды килеватых бугорков. Окраска сверху серая или буровато-коричневая с узором из поперечных М-образных полос. Брюхо белое или жёлтое. Хвост снизу охряного цвета.
Обычный природный биотоп — скалистые ксерофитные редколесья. В горы поднимается до высоты 680 метров над уровнем моря. Активный с конца февраля—марта до ноября—начале декабря. Весной преобладает дневная активность, летом и осенью — сумрачно-ночная. Убежищами служат трещины в скалах, щели стен, полости под корой деревьев. Питается пауками, мелкими насекомыми, многоножками и мокрицами. Спаривание происходит в апреле—начале июля. Единственная за сезон кладка из 1-2 яиц — с конца мая до середины августа. Потомство появляется в конце июля — в октябре.
Вид занесен в Красную книгу Украины. Имеет большое научное значение. Находится под особой охраной Бернской конвенции (приложение II). Охраняется в заповедниках Ялтинском горно-лесном, «Мыс Мартьян» , Крымском, Карадагском, а также в археологическом заповеднике «Херсонес Таврический». Содержится террариумистами и является объектом незаконной торговли.

## Подвиды
Выделяют 31 подвид средиземноморского тонкопалого геккона (Mediodactylus kotschyi):
- M. k. kotschyi (STEINDACHNER 1870)
- M. k. adelphiensis (BEUTLER & GRUBER 1977)
- M. k. bartoni (STEPÁNEK 1934)
- M. k. beutleri (BARAN & GRUBER 1981)
- M. k. bibroni (BEUTLER & GRUBER 1977)
- M. k. bolkarensis RÖSLER, 1994
- M. k. buchholzi (BEUTLER & GRUBER 1977)
- M. k. ciliciensis (BARAN & GRUBER 1982)
- M. k. colchicus (NIKOLSKY 1902)
- M. k. concolor (BEDRIAGA 1882)
- M. k. danilewskii (STRAUCH 1887) — Крымский геккон
- M. k. fitzingeri (STEPÁNEK 1937)
- M. k. fuchsi (BEUTLER & GRUBER 1977)
- M. k. kalypsae (STEPÁNEK 1939)
- M. k. karabagi (BARAN & GRUBER 1981)
- M. k. lycaonicus (MERTENS 1952)
- M. k. maculatus (BEDRIAGA 1882)
- M. k. oertzeni (BOETTGER 1888)
- M. k. orientalis (STEPÁNEK 1937)
- M. k. ponticus (BARAN & GRUBER 1982)
- M. k. rumelicus (MÜLLER 1940)
- M. k. saronicus (WERNER 1937)
- M. k. schultzewestrumi (BEUTLER & GRUBER 1977)
- M. k. skopjensis (KARAMAN 1965)
- M. k. solerii (WETTSTEIN 1937)
- M. k. steindachneri (STEPÁNEK 1937)
- M. k. stepaneki (WETTSTEIN 1937)
- M. k. syriacus (STEPÁNEK 1937)
- M. k. tinensis (BEUTLER & FRÖR 1980)
- M. k. unicolor (WETTSTEIN 1937)
- M. k. wettsteini (STEPÁNEK 1937)